# ماثيو فرنسيس برادي
ماثيو فرنسيس برادي (بالإنجليزية: Matthew Francis Brady)‏ هو قسيس أمريكي، ولد في 15 يناير 1893 في واتربوري في الولايات المتحدة، وتوفي في 20 سبتمبر 1959 في مانشستر في الولايات المتحدة.